# Wulbrand Bock von Wülfingen
Wulbrand Bock von Wülfingen († 6. Oktober 1583) war Erbkämmerer und Droste des Hochstifts Hildesheim.

## Leben und Wirken
Er stammte aus dem Adelsgeschlecht Bock von Wülfingen und war verheiratet mit Metta von Northolz auf dem Rittergut Bockerode.
Bock von Wülfingen wurde Erbkämmerer und Droste des Hochstifts Hildesheim. Der Domherr Wulbrand Georg Bock von Wülfingen ist sein Sohn.